# Csobányos
Csobányos (vagy Csobános), románul Ciobăniș község Romániában, Hargita megye határán.
Csíkszentgyörgytől 32 km-re fekszik. A Csobános-patak mentén található, Bákó megye határán. Csíkszentgyörgy község tartozéktelepülése, hegyi tanyája. Ménaságújfaluból közelíthető meg.
Lakóinak száma 1992-ben 31 fő volt, akik közül 29-en magyarok, és mindössze ketten románok. A falu lakó római katolikus vallásúak.
A falvacska a trianoni békeszerződésig Csík vármegye Csíkszentmártoni járásához tartozott.
Érdekes helyi néphagyomány, 1994 farsangján még ismeretes volt az ördöngözésnek nevezett elnépiesedett Lázár-dráma (a vetélkedő játékban az ördögök és az angyal vetélkednek az ember lelkéért). Más neve: ördögfarsangolás, dúsgazdagolás.[forrás?]